# Ribellione di Leisler
La ribellione di Leisler fu una rivolta nel tardo XVII secolo coloniale di New York, quando il mercante e capitano di milizia tedesco-americano Jacob Leisler prese il controllo del sud della colonia e governò dal 1689 al 1691. La rivolta ebbe luogo a seguito della Gloriosa rivoluzione e della rivolta di Boston del 1689 nel Dominion del New England, che aveva incluso anche New York. La ribellione rifletteva il risentimento coloniale contro le politiche del deposto re Giacomo II.
L'autorità reale non fu ripristinata fino al 1691, quando le truppe inglesi e un nuovo governatore furono inviati a New York. Leisler fu arrestato da queste forze, che gli davano la caccia e lo condannarono per tradimento. Leisler fu giustiziato, ma la rivolta lasciò la colonia polarizzata, amaramente divisa in due fazioni rivali.

## Antefatto
Dopo che le forze inglesi presero il controllo dei Nuovi Paesi Bassi nel 1664, il re Carlo II donò il territorio al fratello Giacomo, l'allora duca di York, e gli permise di governarlo a suo piacimento. Giacomo frazionò la zona di Jersey e la affidò ad altri proprietari con i nomi di East Jersey e West Jersey. Nel frattempo, istituì nei territori di sua proprietà un governo autocratico, con un governatore pieno di poteri ed un consiglio.
Giacomo successe a suo fratello al trono nel 1685 e fondò il Dominion della Nuova Inghilterra l'anno successivo. Nel maggio 1688 aggiunse New York e sobborghi. Il governatore della città, sir Edmund Andros, giunto a New York quell'estate per stabilire la sua autorità, scelse Francis Nicholson, un capitano dell'esercito britannico, come amministratore di tali colonie in veste di governatore luogotenente. Il governo di Nicholson, assistito da un consiglio locale ma nessuna assemblea legislativa, fu visto da molti newyorkesi come l'ultimo di una serie di governatori reali che "avevano in un modo più arbitrario sovvertito i nostri antichi privilegi". Nicholson giustificò il suo governo affermando che i coloni erano "un popolo conquistato, e quindi ... non potevano reclamare tanti diritti e privilegi come gli inglesi".
Alla fine del 1688, la Gloriosa Rivoluzione depose il re cattolico Giacomo II e lo sostituì con il principe protestante olandese Guglielmo d'Orange e sua moglie Maria. Il regime di Andros era altamente impopolare, soprattutto in Massachusetts. Dopo aver appreso della rivoluzione, gli oppositori al regime di Andros nel Massachusetts decisero di utilizzare l'evento a loro vantaggio politico ed organizzarono una rivolta. Il 18 aprile 1689 una folla formatasi a Boston ed i suoi dirigenti, ex personaggi politici del Massachusetts, arrestarono Andros e altri funzionari del Dominion. Ciò portò ad una cascata di eventi, a seguito dei quali il Massachusetts e le altre colonie della Nuova Inghilterra rapidamente ripristinarono i loro governi precedenti al Dominion.

## Tensioni e ribellioni
Quando il governo Andros cadde e il governatore stesso fu arrestato, si presentò alle elezioni Jacob Leisler, noto commerciante olandese diventato ricco grazie al commercio di pelli e a varie attività; vinse le elezioni grazie al suo potere e alla notorietà che godeva tra i concittadini (soprattutto tra le fasce più deboli e povere) stufi delle tassazioni degli inglesi e sbalorditi dai modi che gli inglesi avevano dimostrato nei confronti dei protestanti francesi; oltretutto erano stufi di essere governati da governatori inglesi e volevano che ad amministrare la colonia fosse perlomeno un olandese.
Fin dai primi tempi Leisler si dimostrò incapace nel ruolo di governatore in quanto incapace di soddisfare i bisogni di tutti i cittadini come dimostra il fatto che elesse negli uffici pubblici dei normali apprendisti che non ne sapevano nulla di politica invece di gente colta e adatta a quel lavoro.
Per questo motivo i cittadini più poveri e schiavi soprattutto (inglesi soprattutto) si rivoltarono contro Leisler protestando per le strade della città; giovani donne sostenitrici di Leisler invece si schierarono in sua difesa, protestarono e riuscirono a bloccare i cittadini che si rivoltavano contro Leisler grazie anche alla polizia locale, ma la situazione di pace non durò a lungo. Ben presto fu costretto ad intervenire anche il governo inglese che invio delle truppe per far calmare la situazione e per convincere Leisler a lasciare la carica di governatore.
Leisler non si lasciò convincere e si rintanò nella sua fortezza di governatore e ci rimase per diversi giorni affermando di rimanere il governatore, diversi mercanti olandesi si schierarono in sua difesa e rimasero davanti al cancello e alle mura della forte nel tentativo di bloccare le truppe inglesi; ma la rivolta fu inefficace anche perché i cittadini più poveri si schierarono dalla parte dei soldati inglesi e riuscirono a sopprimere la rivolta e a catturare Leisler e a condannarlo.

## Esecuzione
Sloughter istituì un tribunale speciale per ascoltare le prove di Leisler e degli altri imputati. Alcuni individui, tra cui Abraham De Peyster e Charles Lodewick, i capi apparenti dell'azione iniziale milizia, non furono accusati. La giuria comprendeva un numero significativo di oppositori di Leisler, tra cui Richard Ingoldesby, e fu presieduta dall'ex funzionario del dominion Joseph Dudley. Leisler fu chiamato in giudizio da questa corte il 31 marzo. L'accusa principale contro di lui in questione la resistenza militante ai tentativi di Ingoldesby a prendere il controllo. Leisler e il figliastro Jacob Milborne si rifiutarono di riconoscere la legittimità del tribunale. Anche se il diritto inglese non prevede l'obbligo che gli individui accusati di tradimento ricevano assistenza legale, Leisler chiese ed ottenne assistenza. La maggior parte degli altri imputati riconobbero la legittimità della corte e non fu dichiarata colpevole. Il 1º aprile Leisler fu chiamato in giudizio con l'accusa di omicidio, per un incidente che aveva avuto luogo durante il suo governo.
Il 9 aprile, Sloughter convocò una nuova assemblea coloniale. Nonostante i tentativi da parte dei pro-Leisler per controllare il corpo, approvò una legge il 17 aprile condannando il governo e le attività di Leisler, anche lui la colpa per il massacro di Schenectady del 1690. Dopo i ripetuti tentativi da parte del tribunale per far sì che Leisler e Milborne potessero dire qualcosa a loro discolpa, i due furono condannati il 17 aprile ad essere "impiccati, squartati, e le loro proprietà confiscate." Nessuna esecuzione fu programmata.
Ai primi di maggio la corte aveva sentito 32 casi, dichiarato colpevoli e condannato 8 uomini (tra cui Leisler e Milborne) a morte, il resto delle persone assolte o graziate. Forze partigiane, tuttavia, continuarono ad essere attive. Le forze anti-Leisler si entusiasmarono per la sua esecuzione e vi furono degli scontri a Staten Island a fine aprile, presumibilmente istigati dai sostenitori Leisler. Sloughter, tuttavia, ritenne che le esecuzioni avrebbero dovuto essere sospese fin quando il re non avesse lasciato intendere la propria opinione in merito. Il 7 maggio inviò delle relazioni al re ed ai Signori di Commercio, per descrivere loro la situazione. Anche se la relazione dei Signori del Commercio incluse le trascrizioni di prova, la lettera al re dipinse Leisler in una luce estremamente negativa e nessun rapporto menzionava la sentenza. Il 14 maggio la Corte rifiutò di trasportare Leisler e Milborne in Inghilterra per l'appello ed il consiglio di Sloughter, che era dominato dai nemici di Leisler, spinse Sloughter a giustiziare i due uomini. Egli acconsentì e firmò le condanne a morte quella sera. Nicholas Bayard e altri sostengono che Sloughter era ubriaco (o almeno sotto l'influenza di alcool) al momento e in seguito circolarono le voci che Sloughter era stato corrotto. Il 16 maggio, Leisler e Milborne furono impiccati. Leisler, come riportano alcuni documenti, ha fatto un lungo discorso, sostenendo di aver agito per "la gloria dell'interesse protestante e la costituzione del governo attuale" e per proteggere la provincia da forze esterne. I resti dei due uomini furono sepolti sotto il patibolo e le loro proprietà confiscate, con l'aggiunta dell'impossibilità di lasciarle ai propri eredi (un provvedimento tipico britannico noto come attainder ed oggi non più applicato). Il 19 maggio il governatore Sloughter emise un proclama di amnistia per tutti, tranne circa 20 nominativi.

## Conseguenze

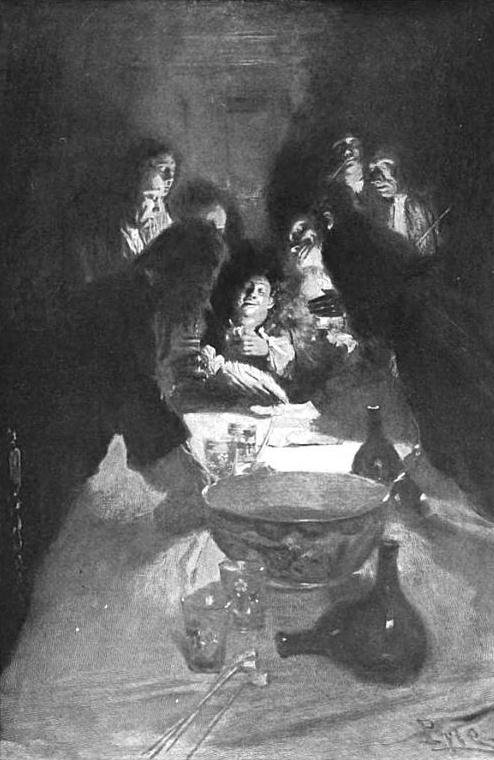
Raffigurazione di Howard Pyle del governatore Sloughter che firma la condanna a morte di Leisler.

Leisler e Milborne divennero martiri dopo l'esecuzione, la quale non portò a niente per diminuire le profonde divisioni tra fazioni pro e contro Leisler. I suoi sostenitori inviarono agenti a Londra, a cui alla fine si aggiunse il figlio Jacob, per presentare una petizione al governo inglese per la riparazione di guerra. Nel gennaio 1692 la petizione fu ascoltata dal re e nel mese di aprile i Signori del Commercio impetrarono grazia per il condannato raccomandato. Il 13 maggio 1692 la regina Maria incaricò il nuovo governatore entrante, Benjamin Fletcher, di perdonare i sei prigionieri rimanenti.
La morte improvvisa del Governatore Sloughter, avvenuta il 23 luglio 1691, fu vista con sospetto da molti circoli, i quali sospettarono l'avvelenamento anche se l'autopsia rivelò in seguito che la causa del decesso era stata molto probabilmente la polmonite. Lasciò una lettera in cui affermava di essere "vincolato dalle forze intorno a lui a ordinare l'esecuzione". Altri atti durante il suo mandato suscitarono molti commenti. Egli fu accusato da Ingoldesby, che prese le redini del governo dopo la sua morte, di aver intascato 1100 £ destinate a pagare le truppe.
Uno dei sostenitori di Leisler si fermò a Boston durante il viaggio di ritorno in Inghilterra e gli fu offerto sostegno da parte del nuovo governatore della provincia di Massachusetts Bay, Sir William Phips. Gli agenti Massachusetts a Londra poi lavorarono per conto degli eredi di Leisler al fine di annullare la morte civile (perdita dei diritti civili) di Leisler e la sua famiglia, la quale reclamava le proprietà confiscate. Nel 1695, con l'assistenza dei sostenitori del Massachusetts Henry Ashurst e Sir Henry Constantine Phipps, un disegno di legge indusse il Parlamento a compiere scelte in quella direzione. Anche se il disegno di legge fu rapidamente approvato alla Camera dei Lords, gli agenti anti-Leisler riuscirono a far sì che tale DDL venisse inviato al comitato della camera inferiore. Dopo lunghe udienze, in cui Joseph Dudley difese le sue azioni, tra le altre cose, accusando Leisler di aver preso potere impropriamente perché era uno straniero, il disegno di legge fu finalmente approvato il 2 maggio 1695. Ricevette l'assenso reale il giorno successivo.
Tuttavia, soltanto nel 1698 gli eredi di Leisler finalmente ricevettero ciò che gli spettava. Il conte di Bellomont, commissionato come governatore di New York nel 1695 e un sostenitore dichiarato di Leisler nel dibattito parlamentare, arrivò quell'anno. Durante il suo mandato (morì in carica nel 1701) mise i pro-Leisler in posizioni chiave nel suo governo. Si occupò della riabilitazione della tenuta di famiglia e ordinò che i corpi di Leisler e Milborne fossero correttamente ri-seppelliti nel cortile della Chiesa della Riforma Olandese.
Le fazioni pro e contro Leisler sarebbero rimasti in lizza a livello provinciale fino all'arrivo del Governatore Robert Hunter nel 1710. Nel corso del tempo i sostenitori di Leisler presero ad associarsi alla fazione britannica dei Whigs, mentre gli oppositori di Leisler si identificavano meglio con i Tories. Hunter, nonostante fosse un Whig convinto e dunque incline ad assecondare le richieste dei pro-Leisler, fu comunque in grado di calmare l'amarezza che esisteva tra le fazioni.

## Interpretazioni della rivolta
Come mostra lo scrittore Waterman nel suo libro Leisler's Rebellion del 1991, molti storici vedono la ribellione come una rivolta olandese contro il controllo inglese. Tuttavia, Leisler non riuscì ad ottenere l'appoggio della Chiesa Riformata Olandese. Leisler, il figlio di un riformato ministro tedesco, sfruttò il sentimento popolare di antipapismo e fu sostenuto da artigiani e piccoli commercianti che si opponevano ai ricchi mercanti. I suoi seguaci si consideravamo persone che avevano resistito all'anglicizzazione ed erano i veri eredi della religione olandese. Alcuni storici, invece, assumendo il contesto di altre ribellioni nello stesso periodo di fine Seicento - la Bacon's Rebellion del 1676, la ribellione di Culpeper in North Carolina nel 1677, la rivolta di Boston del 1689 che depose Andros e la ribellione protestante contro il governo cattolico nel Maryland nel 1689 - sostengono che la ribellione di Leisler segua un modello, uno schema. In tutte queste ribellioni un gruppo di piantatori mediocri, commercianti o artigiani si ribella contro un gruppo di élite ben radicate, che detengono il monopolio sul potere. In nessuno di questi casi ci si ribella direttamente contro il dominio britannico, il quale viene tenuto in grande considerazione come testimoniano le volte in cui gli agenti americani fanno visita a Londra per ottenere giustizia. Piuttosto, la loro lotta era con le autorità locali, che vedevano come un ostacolo all'accesso alle risorse del sistema britannico.
Allo stesso tempo, la presenza di soldati britannici sul suolo coloniale e l'applicazione rinvigorito del fino ad allora trascurato atto navigazione portò ad una maggiore tensione tra coloni e forze britanniche. E in questo senso, col senno di poi, la ribellione di Leisler, unita ad altri casi, può essere vista come precursore della Rivoluzione americana che ebbe inizio nel 1760.

### Per approfondire
- Charles Andrews, Narratives of the insurrections, 1675–1690, Volume 16, New York, C. Scribner's Sons, 1915, OCLC 698030. Contiene diversi resoconti partigiani dell'accaduto.